# Relaciones Alemania-Venezuela
Las relaciones Alemania-Venezuela son las relaciones internacionales entre Alemania y Venezuela.

## Historia

### Era colonial

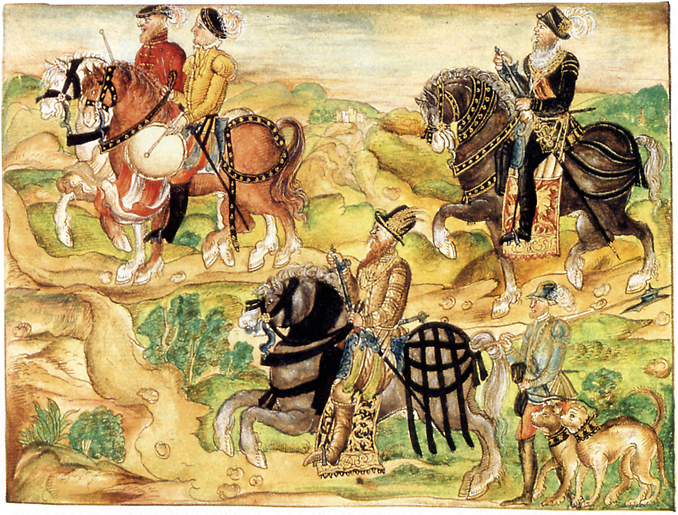
La Armada Welser en Venezuela.

Los alemanes participaron en la colonización de Venezuela desde el siglo XVI. En 1528, el rey Carlos I de España concedió el gobierno de la colonia de Klein-Venedig (Pequeña Venecia) a la familia Welser de Augsburgo. Bajo el nombre de Nueva Augsburgo, se fundó la ciudad de Coro como capital del territorio. Un año después, Ambrosio Alfinger fundó la ciudad de Maracaibo bajo el nombre de Nueva Nuremberg. En 1535, Georg Hohermuth von Speyer y Felipe de Utre intentaron llegar al mítico El Dorado de la colonia. Los Welser finalmente fueron privados de la gobernación de la Pequeña Venecia por la Corona española en 1556 después de una disputa legal.
En los siglos XVII y XVIII, los jesuitas de Alemania pueden haber estado presentes en la Venezuela española, aunque las fuentes son inciertas. En 1799, con su llegada a Cumaná, comenzó el viaje sudamericano de Alexander von Humboldt.

### Era republicana
Durante las Guerras de Independencia en el siglo XIX, oficiales y mercenarios alemanes lucharon del lado del ejército de Simón Bolívar por la independencia de Venezuela, incluido Johann von Uslar. Las ciudades hanseáticas establecieron representaciones en Venezuela después de la independencia y a fines de la década de 1820, el Lübeck Merchant Georg Blohm estableció una conexión marítima regular entre Caracas y Hamburgo. Comerciantes, exploradores y emigrantes alemanes se asentaron en el país y en 1843 inmigrantes de Kaiserstuhl fundaron la Colonia Tovar. Los inmigrantes alemanes establecieron instituciones culturales y educativas, aprendieron español y se integraron a la sociedad mayoritaria. La Confederación Alemana del Norte abrió una legación en Venezuela en 1868, que se convirtió en embajada tres años después de la Unificación Alemana y en 1893 se estableció una legación venezolana en el Imperio Alemán bajo el gobierno de Joaquín Crespo. En 1899 se funda el Club Germano-Venezolano.

### sigloXX

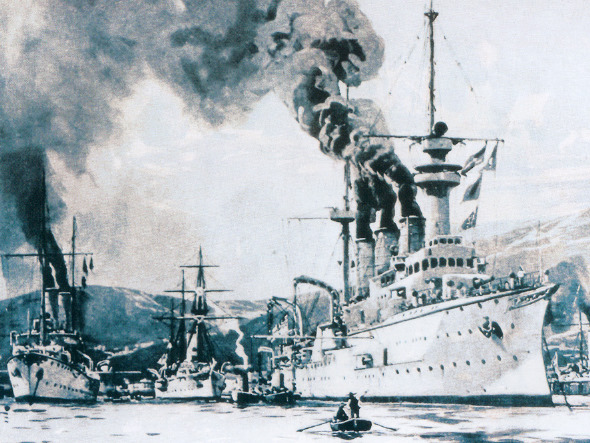
Bloqueo de Venezuela por las potencias europeas en 1902.

En 1902 surgió un conflicto diplomático tras el despojo de ciudadanos alemanes en Venezuela y el impago de la deuda externa por parte de presidente venezolano Cipriano Castro. Como resultado, barcos británicos y alemanes bloquearon la costa de Venezuela y se dio el bombardeo del Fuerte San Carlos. La disputa se resolvió un año después. Después de la Primera Guerra Mundial, las relaciones económicas entre los dos países se profundizaron y Alemania se convirtió en uno de los socios comerciales más importantes de Venezuela.
Venezuela mantuvo una posición de neutralidad durante la Primera Guerra Mundial y el gobierno del general Juan Vicente Gomez recibió fue acusado de tener simpatías progermanas. Gómez utilizó como justificación la presencia del presidente provisional, Victorino Márquez Bustillos, quien en la práctica era un «primer ministro», para negarse a discutir las propuestas de ruptura de la neutralidad, alegando que el asunto le correspondía al presidente provisional, ya que él era presidente electo, no juramentado. El representante diplomático de Estados Unidos ante Venezuela, Preston McGoodwin, protestó contra el conflicto permanente que se le presentaba para tratar la situación ante la existencia de un presidente provisional y un presidente electo con iguales atribuciones para conocer de las demandas estadounidenses.[3] 

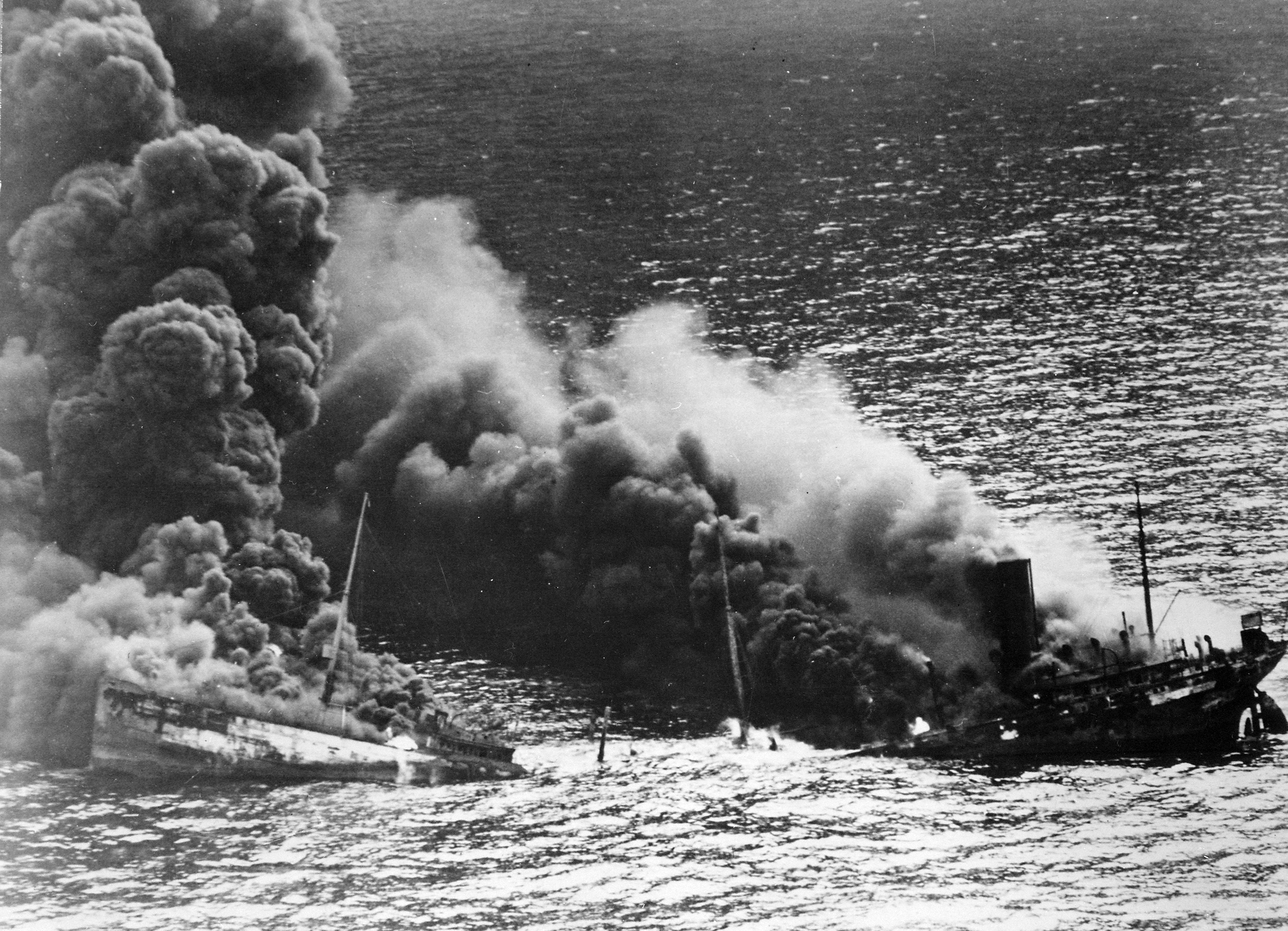
Hundimiento del buque petrolero Monagas.

Durante la Segunda Guerra Mundial, Venezuela primero permaneció neutral y finalmente rompió relaciones diplomáticas con la Alemania nazi en 1941. Después de que los submarinos alemanes interrumpieran el envío de petroleo desde Venezuela con el Hundimiento del Monagas en 1942, los activos alemanes en el país fueron expropiados y las instituciones alemanas fueron cerradas.

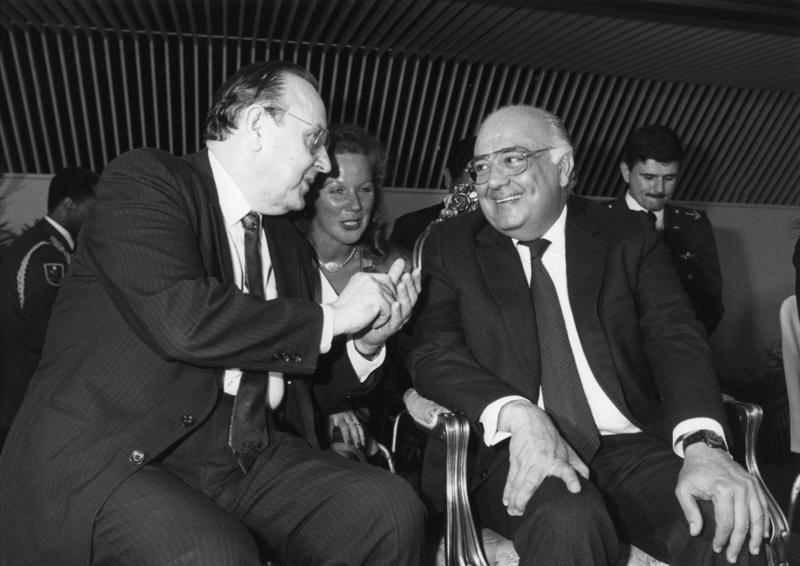
Presidente de Venezuela Jaime Lusinchi y el Ministro de Asuntos Exteriores de la RFA Hans-Dietrich Genscher en 1987.

Después de la Segunda Guerra Mundial, se restablecieron las relaciones diplomáticas el 28 de abril de 1954, entre la República Federal de Alemania (RFA) y Venezuela. Las empresas alemanas se volvieron cada vez más activas en la posguerra en el país, que en ese momento era uno de los más ricos de América Latina. Poco después se estableció una Cámara de Comercio e Industria germano-venezolana. Tras el fin de la Doctrina Hallstein, Venezuela también estableció relaciones diplomáticas con la República Democrática Alemana (RDA).Después de la Reunificación Alemana, el Presidente de Alemania, Roman Herzog, visitó Venezuela en 1996.

### sigloXXI
Hugo Chávez se convirtió en presidente de Venezuela en 1999 y adoptó un rumbo antioccidental en política exterior. Nombró al sociólogo alemán Bernard Mommer su viceministro en el Ministerio de Energía y Petróleo en 2005. En 2008, Chávez atacó a la canciller alemana Angela Merkel, calificándola de parte de la derecha alemana "que apoyaba a Hitler ". Tras la muerte de Chávez en 2013, su sucesor, Nicolás Maduro, gobernó de manera cada vez más autoritaria, lo que deterioró aún más las relaciones con Alemania. 
En 2018, la policía alemana descubrió un sembradío de marihuana en una propiedad alquilada por Laura Medina, hija de Alí Rodríguez y ministra consejera de la embajada de Venezuela en Berlín, quien se desempeñó en el cargo entre 2011 y 2017; hallaron 1959.65 gramos de marihuana, 169.4 gramos de hachís y 685 plantas de cannabis de hasta 130 cm de altura.
En 2019, luego de las protestas masivas en Venezuela , Alemania se unió a otros países occidentales para reconocer al político opositor Juan Guaidó como presidente interino del país. Al mismo tiempo, la portavoz de política exterior del partido Die Linke, Andrej Hunko, se reunió con el presidente Maduro en Caracas en una "visita de Estado" y expresó su solidaridad con él, lo que fue recibido con críticas en Alemania. Sin embargo, después de que disminuyeran las protestas en Venezuela, el gobierno alemán revocó el reconocimiento de Guaidó como presidente de Venezuela en 2021.

## Comercio
Venezuela experimentó un gran crecimiento económico entre 2004 y 2013, hasta la caída de los precios del petróleo y el inicio de la crisis en Venezuela, cuando las empresas alemanas invirtieron menos en Venezuela. En Venezuela hay muy pocas empresas alemanas, entre las cuales destaca Bayer, mientras que en Alemania hay mucha inversión de empresas venezolanas. En 2016 se suspendieron los vuelos directos entre Caracas y Fráncfort del Meno. El presidente Nicolás Maduro creó una comisión de la compañía estatal Petróleos de Venezuela para atender la deuda externa que sufre el país. El volumen de comercio bilateral en 2021 fue de solo 93 millones de euros, una fracción del volumen con la vecina Colombia (2.600 millones de euros).

## Relaciones culturales
Existen numerosos contactos culturales entre los dos países. Las instituciones alemanas activas en el país incluyen el Goethe-Institut, la Asociación Cultural Humboldt y la Iglesia evangélica y católica en Alemania. Con el Colegio Humboldt Caracas hay un colegio alemán en el extranjero en el país. En 1925 se creó el Alemania Fútbol Club en Caracas.

## Migración
Desde el siglo :XVI se produjo la migración alemana a Venezuela y los alemanes fundaron ciudades como Coro, Maracaibo y la Colonia Tovar. Este último asentamiento muestra una fuerte impronta cultural alemana hasta el siglo XXI. En 2018, poco menos de 6000 venezolanos vivían en Alemania. Casi seis millones de venezolanos huyeron de su tierra natal bajo el gobierno de Maduro como parte de la crisis económica en el país, con casi 10,000 de ellos estableciéndose en Alemania para 2020.

## Misiones diplomáticas

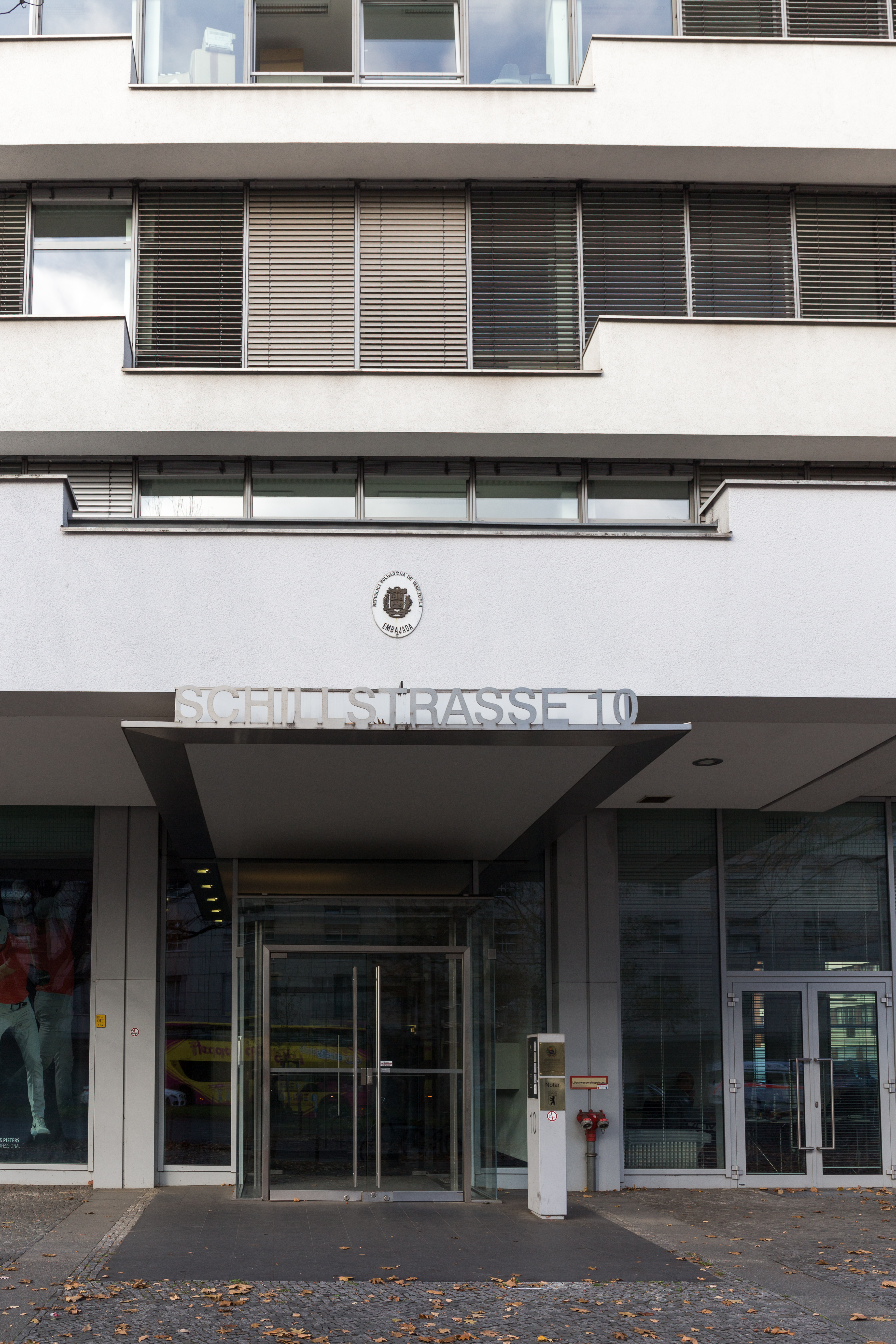
Embajada de Venezuela en Berlín.

### Alemania
- Alemania tiene su embajada en Caracas y consulados honorarios en Maracaibo, en San Cristóbal y Porlamar.[19]

- Su embajador es Daniel Kriener.[20]

### Venezuela
- Venezuela tiene una embajada en Berlín y consulados generales en Fráncfort del Meno y Hamburgo.[21]
- El embajador de Venezuela en Alemania es Otto Gebauer.